# Gladiolus oreocharis
Gladiolus oreocharis är en irisväxtart som beskrevs av Rudolf Schlechter. Gladiolus oreocharis ingår i släktet sabelliljor, och familjen irisväxter. Inga underarter finns listade i Catalogue of Life.